# Candiacervus
Candiacervus — вимерлий рід оленів, що походить з плейстоценового Криту. Через відсутність інших травоїдних тварин рід зазнав адаптивної радіації, заповнюючи ніші, зайняті іншими таксонами на материку. Через невеликі розміри Криту деякі види зазнали острівної карликовості, найменший вид, C. ropalophorus, досягав приблизно 40 см у плечах, коли він повністю виріс, як можна зробити висновок за встановленим скелетом, тоді як інші види були відносно великими і порівнянними за розміром з материковими видами оленів. Деякі види (C. ropalophorus) відомі своїми особливими подовженими булавоподібними рогами, хоча інші види мають нормальніші роги.

## Морфологічна характеристика
Критський олень представлений не менше ніж вісьмома різними морфотипами, починаючи від карликового розміру з висотою в холці близько 40 см до дуже великого з висотою в холці близько 165 см, охоплюючи діапазон маси тіла від 27,8 кг у найдрібнішого C. ropalophorus до 245,4 кг у найбільшого виду C. major. Це пояснюється адаптивним випромінюванням після екологічного викиду для зайняття доступних ніш. Більші види мали пропорційно довші ноги, ніж материкові олені, тоді як карликові види мали пропорційно коротші ноги. Великий розмір єдиної відомої особини C. major може бути наслідком гіпофізарного гігантизму, і в цьому випадку вид може бути синонімом одного з менших видів, можливо C. dorothensis розміром із благородного оленя. Вважається, що короткі ноги карликових видів є адаптацією до козлиної ніші, коли вони лазять по кам’янистій місцевості та споживають низькоякісне листя. Морфологія рогів була дуже різноманітною, у деяких карликових видів, як-от C. ropalophorus, ріг був спрощений і сильно подовжений у структуру, схожу на булаву, унікальну серед усіх оленів, тоді як інші зберегли більш типову морфологію рогів. Булавоподібні роги C. ropalophorus, ймовірно, використовувалися лише для показу, а не для бою. Морфологія рогів і черепа у найбільших видів невідома.